# Relação antissimétrica
Em matemática, uma relação antissimétrica é uma relação binária {\displaystyle R} em um conjunto {\displaystyle X} quando não há um par de elementos distintos de {\displaystyle X}, cada um deles relacionado por {\displaystyle R} ao outro. Mais formalmente, {\displaystyle R} é antissimétrica precisamente se para todos {\displaystyle a} e {\displaystyle b} em {\displaystyle X}
se {\displaystyle R(a,b)} com {\displaystyle a\neq b}, então {\displaystyle R(b,a)} não deve existir
ou equivalente,
se {\displaystyle R(a,b)} e {\displaystyle R(b,a)}, então {\displaystyle a=b}.
em fórmula lógica, temos:
{\displaystyle \left(a,b\right)\in R\land \left(b,a\right)\in R\to \left(a,b\right)=\left(b,a\right)\iff a=b}
(A definição de antissimetria não diz nada sobre se {\displaystyle R(a,a)} realmente é válido ou não para qualquer {\displaystyle a}).
A relação de divisibilidade nos números naturais é um exemplo importante de uma relação antissimétrica. Neste contexto, antissimetria significa que a única forma de cada um dos dois números poder ser divisível pelo outro é se os dois são, de fato, o mesmo número; equivalentemente, se {\displaystyle n} e {\displaystyle m} são distintos e {\displaystyle n} é um fator de {\displaystyle m}, então {\displaystyle m} não pode ser um fator de {\displaystyle n}. Por exemplo, 12 é divisível por 4, mas 4 não é divisível por 12.
A relação usual de ordem {\displaystyle \leq } nos números reais é antissimétrica: se para dois números reais {\displaystyle x} e {\displaystyle y} ambas as desigualdades {\displaystyle x\leq y} e {\displaystyle y\leq x}, então {\displaystyle x} e {\displaystyle y} devem ser iguais. Similarmente, a ordem de subconjunto {\displaystyle \subseteq } nos subconjuntos de qualquer conjunto dado é antissimétrica: dado dois conjuntos {\displaystyle A} e {\displaystyle B}, se todo elemento em {\displaystyle A} também estiver em {\displaystyle B} e todo elemento em {\displaystyle B} também estiver em {\displaystyle A}, então {\displaystyle A} e {\displaystyle B} devem conter os mesmos elementos e, portanto, ser iguais:
{\displaystyle A\subseteq B\land B\subseteq A\Rightarrow A=B}
Ordens parciais e totais são antissimétricas por definição. Uma relação pode ser simétrica e antissimétrica (por exemplo, a relação de igualdade), e existem relações que não são nem simétricas nem antissimétricas (por exemplo, a relação "preda sobre" em espécies biológicas).
A antissimetria é diferente da assimetria, o que requer tanto antissimetria quanto irreflexividade. Assim, toda relação assimétrica é antissimétrica, mas o inverso é falso.